# Floydada
Floydada è un comune (city) degli Stati Uniti d'America e capoluogo della contea di Floyd nello Stato del Texas. La popolazione era di 3.038 abitanti al censimento del 2010.

## Geografia fisica
Secondo lo United States Census Bureau, la città ha una superficie totale di 5,27 km², dei quali 5,27 km² di territorio e 0 km² di acque interne (0% del totale).

## Storia
La città, originariamente chiamata Floyd City, fu fondata nel 1890 da M. C. Williams.

## Società

### Evoluzione demografica
Secondo il censimento del 2010, la popolazione era di 3.038 abitanti.

### Etnie e minoranze straniere
Secondo il censimento del 2010, la composizione etnica della città era formata dal 75,48% di bianchi, il 4,34% di afroamericani, lo 0,82% di nativi americani, lo 0,03% di asiatici, lo 0,03% di oceanici, il 17,91% di altre razze, e l'1,38% di due o più etnie. Ispanici o latinos di qualunque razza erano il 61,62% della popolazione.